# James Nachtwey
James Nachtwey (Syracuse, Nova Iorque, 1948) é um influente fotógrafo de guerras norte-americano.

## Histórico
Norte-americano nascido em Syracuse e criado em Massachusetts, formou-se na Dartmouth College, onde estudou História da Arte e Ciências Políticas (1966-70). Trabalhou a bordo de navios da Marinha Mercante e, enquanto aprendia a fotografar sozinho exerceu as funções de estagiário de edição de filmes documentários e motorista de caminhão.
As imagens da Guerra do Vietnã tiveram um forte impacto sobre ele e foram decisivas para a descoberta de sua vocação. Ele recorda como, nos anos 1970, foi profundamente afetado pela famosa foto de Nick Ut, da menina vietnamita correndo nua e com a pele queimada após um ataque americano.
"Foi uma poderosa denúncia de guerra, da crueldade e da injustiça. Decidi seguir esta tradição".
Em 1976 começou a trabalhar como fotógrafo de jornais no Novo México e, em 1980, mudou-se para Nova Iorque para dar início a uma carreira como fotógrafo "free-lance" para revistas. O seu primeiro trabalho como fotógrafo internacional foi a cobertura do movimento civil na Irlanda do Norte em 1981 durante a greve de fome do IRA (Exército Republicano Irlandês). Desde então, James Nachtwey tem se dedicado a documentar guerras, conflitos e situações sociais precárias.
James Nachtwey é considerado por muitos o mais corajoso fotojornalista da atualidade e também o mais ocupado dos fotógrafos profissionais do mundo. Além disso, é tido como um homem tímido, empenhado na profissão e que gosta de mergulhar em pensamentos filosóficos, vem usando a fotografia ao longo de sua experiência como uma arma pacífica para documentar desigualdade e conflitos sociais.
James Nachtwey reforça a dificuldade que encontra em fazer as pessoas se interessarem por seu objeto de trabalho. Nos últimos anos, tem sido difícil convencer os editores a publicar fotos de sofrimento no terceiro mundo. Está cada vez mais complicado, pois a sociedade é obcecada por fotos de entretenimento, celebridades e moda. Ele reconhece que perseguir a dor, a morte e a desgraça alheia pode ser uma forma de exploração e sensacionalismo. Mas a alternativa – permitir que a miséria humana permaneça clandestina e fora do alcance de uma ação – seria ainda pior.
Nachtwey é comparado a Robert Capa, sobretudo por ser um fotógrafo de guerra. Na década de 1990, cobriu os massacres de Ruanda e a intervenção humanitária na Somália. Em 1989, tinha reunido no livro Deeds of War as suas fotos da guerra da Nicarágua, da luta do IRA, ações dos esquadrões de morte na América Central e da Guerra Civil do Líbano.
Realizou extensos trabalhos fotográficos em lugares tão diversos como El Salvador, Nicarágua, Guatemala, Líbano, a Margem Ocidental e Gaza, Israel, Indonésia, Tailândia, Índia, Sri Lanka, Afeganistão, Filipinas, Coreia do Sul, Somália, Sudão, Ruanda, África do Sul, Rússia, Bósnia e Herzegovina, Chechênia, Kosovo, Romênia, Brasil e Estados Unidos.
James Nachtwey é fotógrafo da Revista Time desde 1984. Esteve associado a Black Star de 1980 a 1985 e foi membro da agência Magnum de 1986 a 2001. Em 2001, foi um dos membros fundadores da agência de fotografia VII Photo. Fez exposições individuais no International Center of Photography em Nova Iorque, na Bibliothèque Nationale de France em Paris, no Palazzo Esposizione em Roma, no Museum of Photographic Arts em San Diego, na Culturgest em Lisboa, no El Círculo de Bellas Artes em Madrid, na Fahey/Klein Gallery em Los Angeles, no Massachusetts College of Art em Boston, na Canon Gallery e na Nieuwe Kerk em Amesterdã, no Carolinum em Praga, e no Hasselblad center na Suécia, entre outras.
Em 2003, atuava como correspondente da revista Time em Bagdá e foi ferido por uma granada quando acompanhava uma patrulha dos Estados Unidos. Ficou internado inconsciente por alguns dias.
Recebeu diversos prêmios tais como o Common Wealth Award, Martin Luther King Award, Dr. Jean Mayer Global Citizenship Award, Henry Luce Award, Robert Capa Gold Medal (cinco vezes), o World Press Photo Award (duas vezes), Magazine Photographer of the Year (sete vezes), o International Center of Photography Infinity Award (três vezes), o Leica Award (duas vezes), o Bayeaux Award for War Correspondents (duas vezes), o Alfred Eisenstaedt Award, o Canon Photo essayist Award e o W. Eugene Smith Memorial Grant para Humanistic Photography. É um associado da Royal Photographic Society e Doutor Honorário de artes da Faculdade de Artes de Massachusetts.

## War Photographer
Em 2001 foi lançado o documentário War Photographer, focado totalmente em Nachtwey e seu trabalho. O diretor Christian Frei utilizou micro-câmeras especiais acopladas à câmera fotográfica dele, proporcionando ao público a oportunidade de acompanhar o fotojornalista em ação. O documentário foi nomeado ao Oscar de melhor documentário.
Foi filmado em 2 anos durante os conflitos de Cosovo, Palestina e Indonésia.

## Livros
- Deeds of War / James Nachtwey, Robert Stone. – Thames & Hudson,1989.
- Inferno / James Nachtwey, – Phoidon Inc. Ltd,2000

## Citações de James Nachtwey
Foi uma poderosa denúncia de guerra, da crueldade e da injustiça. Decidi seguir esta tradição. - Sobre a famosa foto de Nick Ut, da menina vietnamita
Para mim, a força da fotografia está em sua capacidade de evocar humanidade. Ela pode ser um poderoso ingrediente no antídoto da guerra. Canalizo minha raiva no trabalho.
Eu fui testemunha e estas são a minha prova. Os acontecimentos que testemunhei não devem ser esquecidos, nem devem ser repetidos.